# Marius Regio
Marius Regio je tmavá oblast na povrchu Jupiterova měsíce Ganymedu. Průměr regionu je asi 4000 km. Oblast byla pojmenována Mezinárodní stronomickou unií po slavném německém astronomovi Simonu Mariusovi. 
Jedná se o starou zónu, která byla vytvořena a fragmentována tektonickými pohyby a nyní je obklopena mladším a jasnějším materiálem, který se na povrch dostal zevnitř satelitu. Povrch regionu je silně poset krátery. Na severu je region ohraničen žlabem Uruk Sulcus, který jej odděluje od Galileo Regio. 